# فيني بول
فنسنت أبوت (بالإنجليزية: Vinnie Paul) (و. 1964 – 2018 م) هو موسيقي، وكاتب أغاني، ومنتج أسطوانات أمريكي، ولد في أبيلين، يستخدم آلات طقم طبول، وآلة إيقاعية، توفي في لاس فيغاس، عن عمر يناهز 54 عاماً، بسبب نوبة قلبية.

## وصلات خارجية
- فيني بول على موقع IMDb (الإنجليزية)
- فيني بول على موقع ميوزك برينز (الإنجليزية)
- فيني بول على موقع رولينغ ستون (الإنجليزية)
- فيني بول على موقع إن إن دي بي (الإنجليزية)
- فيني بول على موقع أول ميوزيك (الإنجليزية)
- فيني بول على موقع ديسكوغز (الإنجليزية)
- فيني بول على موقع قاعدة بيانات الفيلم (الإنجليزية)
- فيني بول في قاعدة بيانات الأفلام على الإنترنت